# Хорват, Андраш
Андраш Хорват (венг. Horváth András, родился 8 апреля 1976 в Будапеште) — бывший венгерский хоккеист, выступал на позиции защитника. Завершил карьеру игрока в 2015 году.

## Карьера

### Клубная
Хоккеем занимается с 8 лет, воспитанник хоккейной школы Уйпешта. Профессиональную карьеру начал в 1993 году в составе команды «Дунаферр» в чемпионате Венгрии по хоккею (в 2003 году «Дунаферр» был переименован в «Дунауйвароши»). Четырежды становился чемпионом Венгрии в составе клуба и восемь раз выигрывал Кубок Венгрии.
Летом 2005 перешёл в «Уйпешт», с сезона 2007/2008 защищает цвета клуба «Альба Волан», выиграл в его составе пять раз чемпионат Венгрии.

### В сборной
В сборной сыграл 172 матча. В своём активе имеет участие в чемпионатах мира 1995 (группа C), 1999 (группа B), 2000 (группа C), 2001 (дивизион I), 2002 (дивизион I), 2003 (дивизион I), 2004 (дивизион I), 2005 (дивизион I), 2006 (дивизион I), 2007 (дивизион I), 2008 (дивизион I), 2009, 2010 (дивизион I) и 2011 (дивизион I). На чемпионате мира 2009 года в Швейцарии в высшем дивизионе забросил одну шайбу в ворота сборной Германии, однако Венгрия в итоге проиграла 1:2 и вылетела из высшего дивизиона.

## Достижения
- Чемпион Венгрии: 1996, 1998, 2000, 2002, 2008, 2009, 2010
- Серебряный призёр чемпионата Венгрии: 1997, 1999, 2001, 2003, 2004, 2005
- Победитель Кубка Венгрии: 1996, 1996, 1998, 2000, 2001, 2002, 2003, 2004